# Ayuntamiento judío (Praga)
El Ayuntamiento judío (en checo: Židovská radnice) es un edificio barroco del siglo XVI ubicado en el distrito de Josefov de Praga, conocido como Ciudad Judía de Praga, que conforma el antiguo barrio judío de la ciudad. El edificio sirve como sede de la administración municipal judía en Praga. Al formar parte del centro histórico de la ciudad, clasificado como Patrimonio de la Humanidad por la Unesco desde 1992, se considera automáticamente Monumento Histórico de la República Checa.

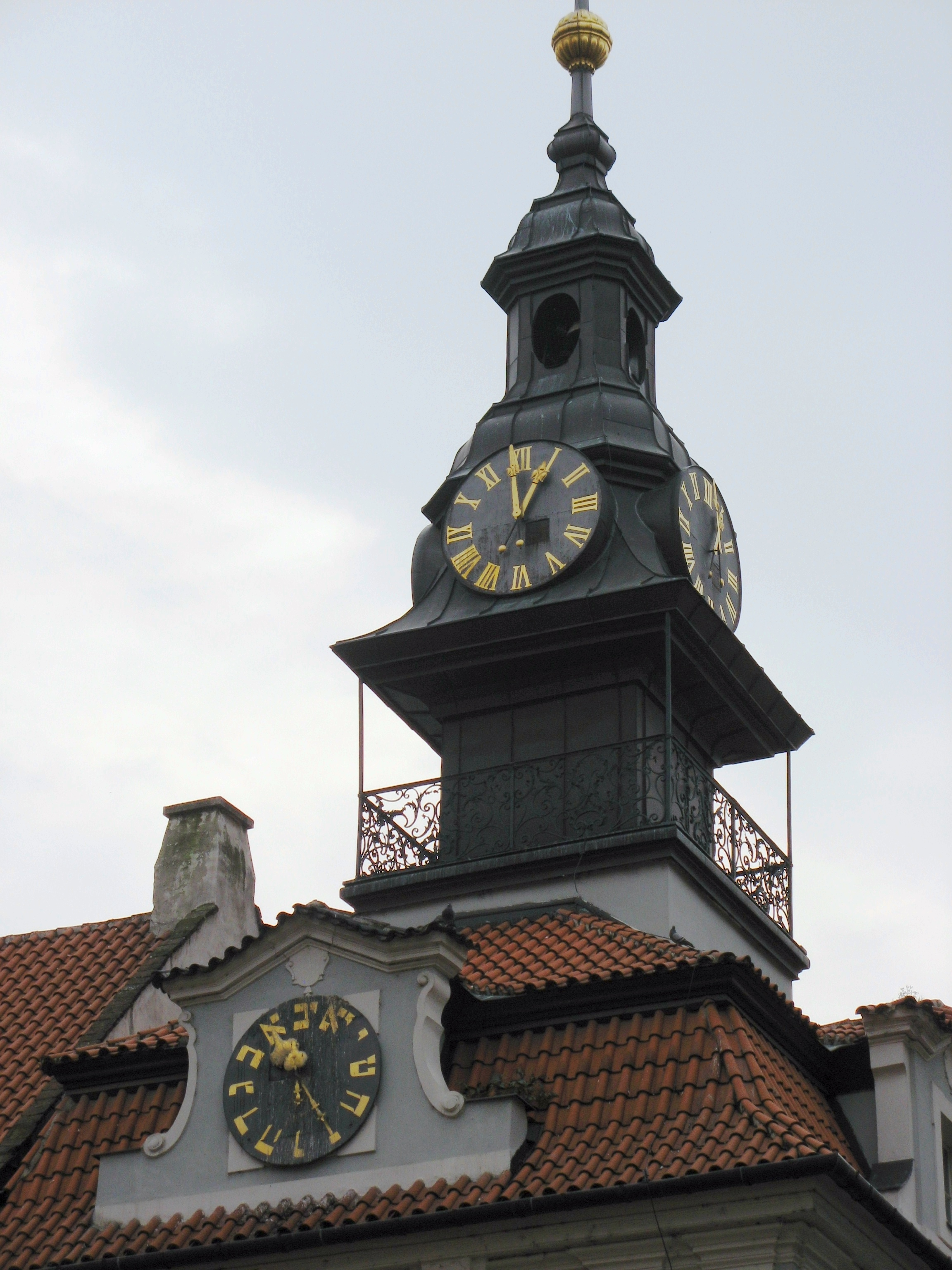

## Edificio

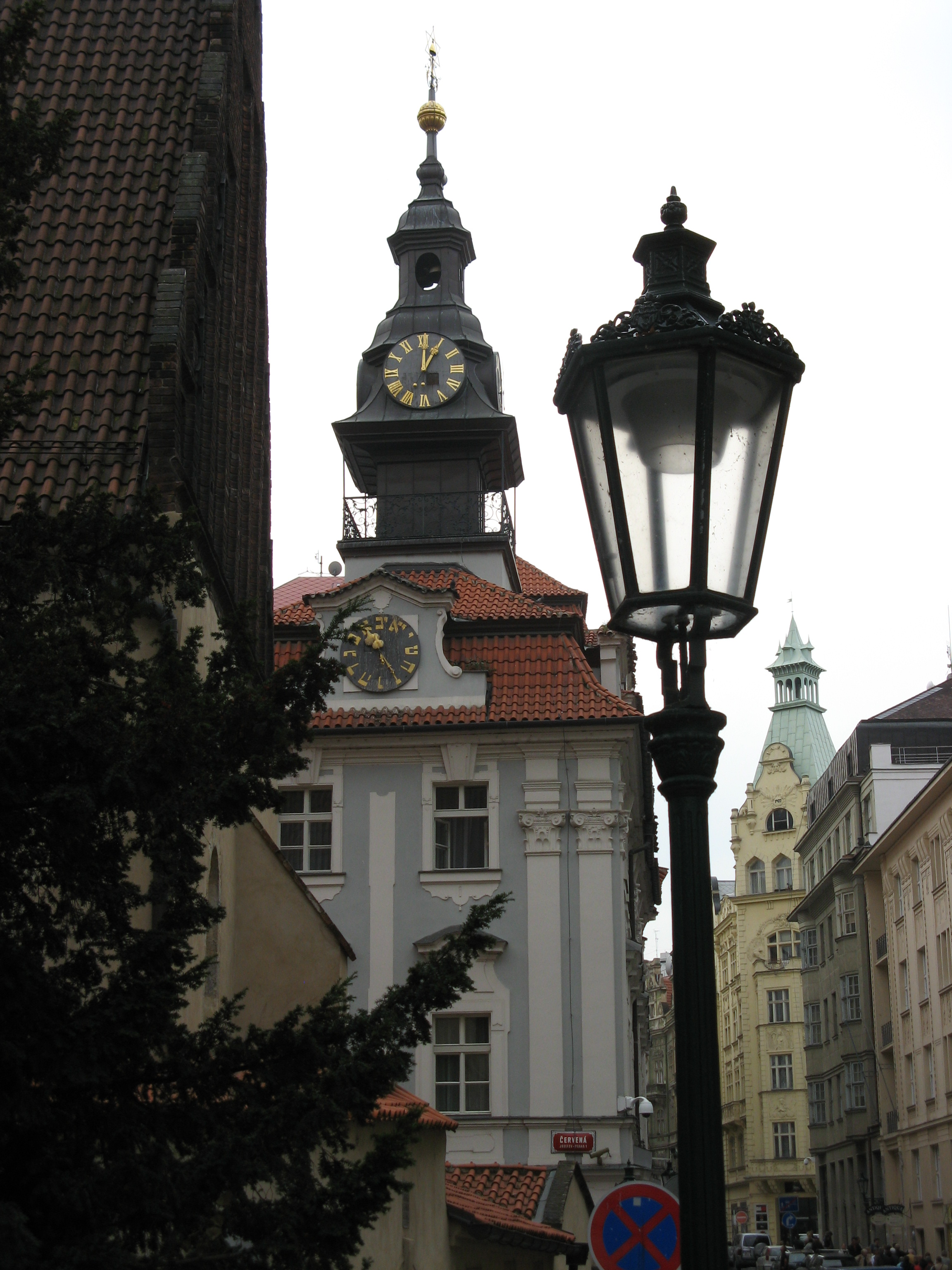

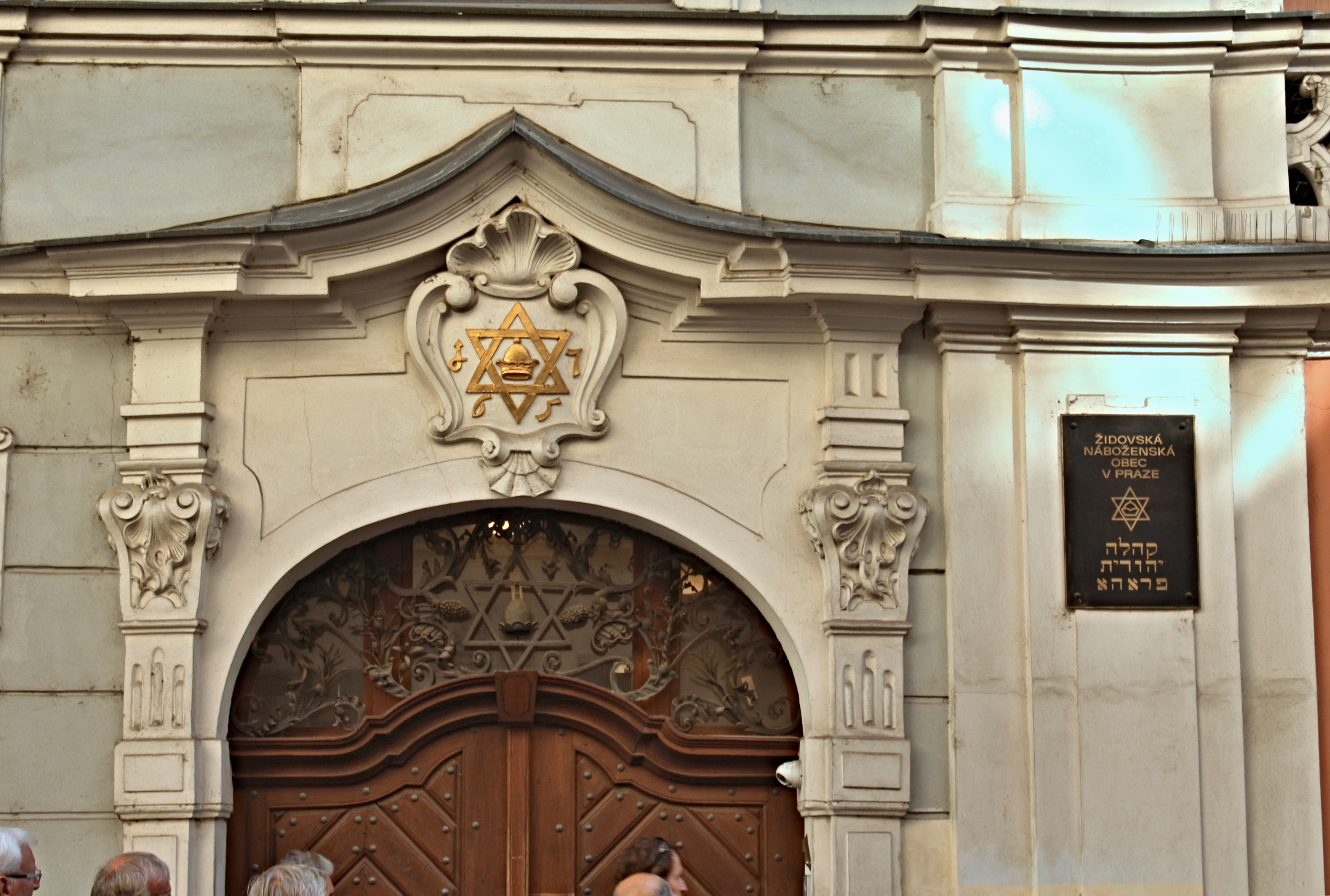

El Ayuntamiento judío se encuentra justo frente a la sinagoga Vieja-Nueva y es adyacente a la sinagoga Alta, a la que originalmente tuvo acceso directo debido a que la misma fue construida —entre otros motivos— para servir al rabinato de la ciudad, cuya sede se encontraba en el Ayuntamiento.
Se trata de un edificio esquinero que guarda la apariencia de un elegante palacio barroco tardío, con una fachada ricamente adornada. Una torreta con celosía al estilo rococó se eleva por encima del techo abuhardillado, con su linterna coronada por un esférico dorado y una estrella de David estilizada en su punta. Su base cuadrada sirve como terraza cercada con barandilla decorada, y encima de ella está la cámara de la campana, en cuyas paredes destacan relojes con números romanos en sus diales.
A su vez, el frontón de la fachada opuesta a la sinagoga Vieja-Nueva exhibe otro reloj con una esfera hebrea (los números representados por letras hebreas en orden invertida), cuyas manecillas corren en sentido opuesto al habitual, siguiendo la dirección en que se escribe en hebreo. Todos los relojes, incluido el del frontón, están conectados en el interior al mismo mecanismo y fueron diseñados y construidos por el relojero real de Praga, Sebastian Laudensberger, en 1764.

## Historia y usos
El Ayuntamiento judío era la sede del autogobierno judío de la entonces conocida como Ciudad Judía Praga, donde residía el Consejo de Ancianos que representaba a la comunidad judía tanto dentro como fuera de sus dominios. El tribunal rabínico (Bet Din) también tuvo su sede en este edificio, que, como la adyacente sinagoga Alta, fue construido por el arquitreto italiano Pankratius Roder, siendo toda una prueba de la posición privilegiada de la comunidad judía de Praga en ese momento. El término «Ayuntamiento judío» fue usado por primera vez en 1541.
El edificio sufrió una serie de incendios. En 1577 tuvo que ser completamente restaurado debido a un gran incendio, siendo encargado de las obras el entonces líder de la comunidad judía y filántropo Mordechai Maisel. Fue destruido nuevamente por un incendio en 1689 y reconstruido por el arquitecto barroco de Praga, Paul Ignaz Bayer. En 1754 un gran incendio azotaba la Ciudad Judía, en el que el edificio volvió a sufrir graves daños. Fue restaurado entre 1763-1765, esta vez de la mano del arquitecto Josef Schwanitzer, adquiriendo grosso modo el aspecto que tiene en la actualidad.
Esta última renovación incluía la incorporación de un memorial en la torre que narra la historia del gran incendio de la Ciudad Judía y menciona a modo de agradecimiento que el edificio había sido renovado gracias a un préstamo de 200 000 florines. El reloj de esfera hebrea con las manecillas moviendo en sentido invertido se convirtió en un símbolo muy conocido de la Praga judía, siendo popularizado a través de los versos del poeta francés Guillaume Apollinaire.
En 1908 se incorporó al edificio una amplia extensión, convirtiendo dos edificios antiguos en su ala occidental.
Hoy en día el Ayuntamiento judío es sede de la Comunidad Judía de Praga y de la Federación de Congregaciones Judías de la República Checa, así como del Rabino Principal y Regional de Praga y otras instituciones religiosas, sociales y culturales de la comunidad judía. En su sala principal se suelen celebrar fiestas y bodas, y en su planta baja hay un restaurante kosher.